# Bjarki Gunnlaugsson
Bjarki Bergmann Gunnlaugsson (Akranes, 6 marzo 1973) è un ex calciatore islandese, di ruolo centrocampista. Fratello gemello di Arnar Gunnlaugsson.

## Carriera

### Club
Gunnlaugsson cominciò la carriera con la maglia dello ÍA Akranes, per poi passare al Feyenoord, al Norimberga, ancora allo ÍA Akranes e al Waldhof Mannheim. Fu poi ingaggiato dai norvegesi del Molde, che lo fecero debuttare nella Tippeligaen il 6 luglio 1997, sostituendo Dennis Schiller e trovando anche la via del gol nel successo per 2-0 sullo Strømsgodset.
Passò poi al Brann, per cui esordì il 5 luglio 1998, quando fu titolare nella sconfitta contro il Sogndal per 2-1. Il 15 agosto segnò l'unica rete con questa maglia, nella sconfitta per 4-2 sul campo del Rosenborg.
Tornò successivamente in patria e giocò nel KR Reykjavík, poi nel Preston North End, nello ÍA Akranes, nel Deiglan, ancora nel KR Reykjavík e nello ÍA Akranes, nello FH Hafnarfjörður, nello ÍA Akranes, nel Valur e nello FH Hafnarfjörður.

### Nazionale
Conta 13 presenze e 6 reti per l'Islanda.